# 徐平 (1957年)
徐平（1957年1月—），男，汉族，安徽巢湖人，中华人民共和国政治人物。清華大學工商管理碩士，研究員級高級工程師，第十二届全国人民代表大会湖北地区代表。

## 生平
毕业于合肥工业大学发电厂及电力系统专业。1982年2月參加工作。1987年10月加入加入中国共产党。2008年起担任全国人大代表。2013年，担任全国人大代表。2015年5月调任中国第一汽车集团董事长。2017年8月，任中国兵器装备集团董事长。2018年1月，当选第十三届全国政协委员。2020年6月，不再担任中国兵器装备集团董事长。